# Cascinette d'Ivrea
Cascinette d'Ivrea (Cassinëtte d'Ivrèja in piemontese) è un comune italiano di 1 503 abitanti della città metropolitana di Torino in Piemonte.

## Storia
Il comune ottenne la propria indipendenza da Chiaverano nel 1925

### Simboli
Lo stemma e il gonfalone del Comune di Cascinette d'Ivrea sono stati concessi con decreto del presidente della Repubblica del 26 marzo 1985.
Stemma
Gonfalone

## Via Francigena
Il comune è inserito nel percorso della Via Francigena, variante canavesana, a provenienza da Ivrea, costeggiante il Lago di Campagna e che si dirige successivamente verso Burolo.

## Società

### Evoluzione demografica
Abitanti censiti

### Etnie e minoranze straniere
Secondo i dati Istat al 31 dicembre 2017, i cittadini stranieri residenti a Cascinette d'Ivrea sono 117, così suddivisi per nazionalità, elencando per le presenze più significative:
1. Romania, 33
2. Marocco, 28

## Amministrazione
Di seguito è presentata una tabella relativa alle amministrazioni che si sono succedute in questo comune.
| Periodo           | Periodo           | Primo cittadino      | Partito                             | Carica      | Note  |
| ----------------- | ----------------- | -------------------- | ----------------------------------- | ----------- | ----- |
| 13 giugno 1985    | 25 maggio 1990    | Gennaro Stendardo    | Democrazia Cristiana                | Sindaco     | [ 9 ] |
| 25 maggio 1990    | 24 aprile 1995    | Gennaro Stendardo    | Democrazia Cristiana                | Sindaco     | [ 9 ] |
| 24 aprile 1995    | 14 giugno 1999    | Giovanni Peretto     | centro-sinistra                     | Sindaco     | [ 9 ] |
| 14 giugno 1999    | 17 aprile 2000    | Valeria Sabatino     |                                     | Comm. pref. | [ 9 ] |
| 17 aprile 2000    | 5 aprile 2005     | Manlio Marini        | centro-sinistra                     | Sindaco     | [ 9 ] |
| 5 aprile 2005     | 30 marzo 2010     | Piero Osenga         | centro-sinistra                     | Sindaco     | [ 9 ] |
| 30 marzo 2010     | 31 maggio 2015    | Piero Osenga         | centro-sinistra                     | Sindaco     | [ 9 ] |
| 31 maggio 2015    | 22 settembre 2020 | Piero Osenga         | lista civica Insieme per Cascinette | Sindaco     | [ 9 ] |
| 22 settembre 2020 | in carica         | Davide Paolo Guarino | lista civica Insieme per Cascinette | Sindaco     | [ 9 ] |

## Galleria d'immagini

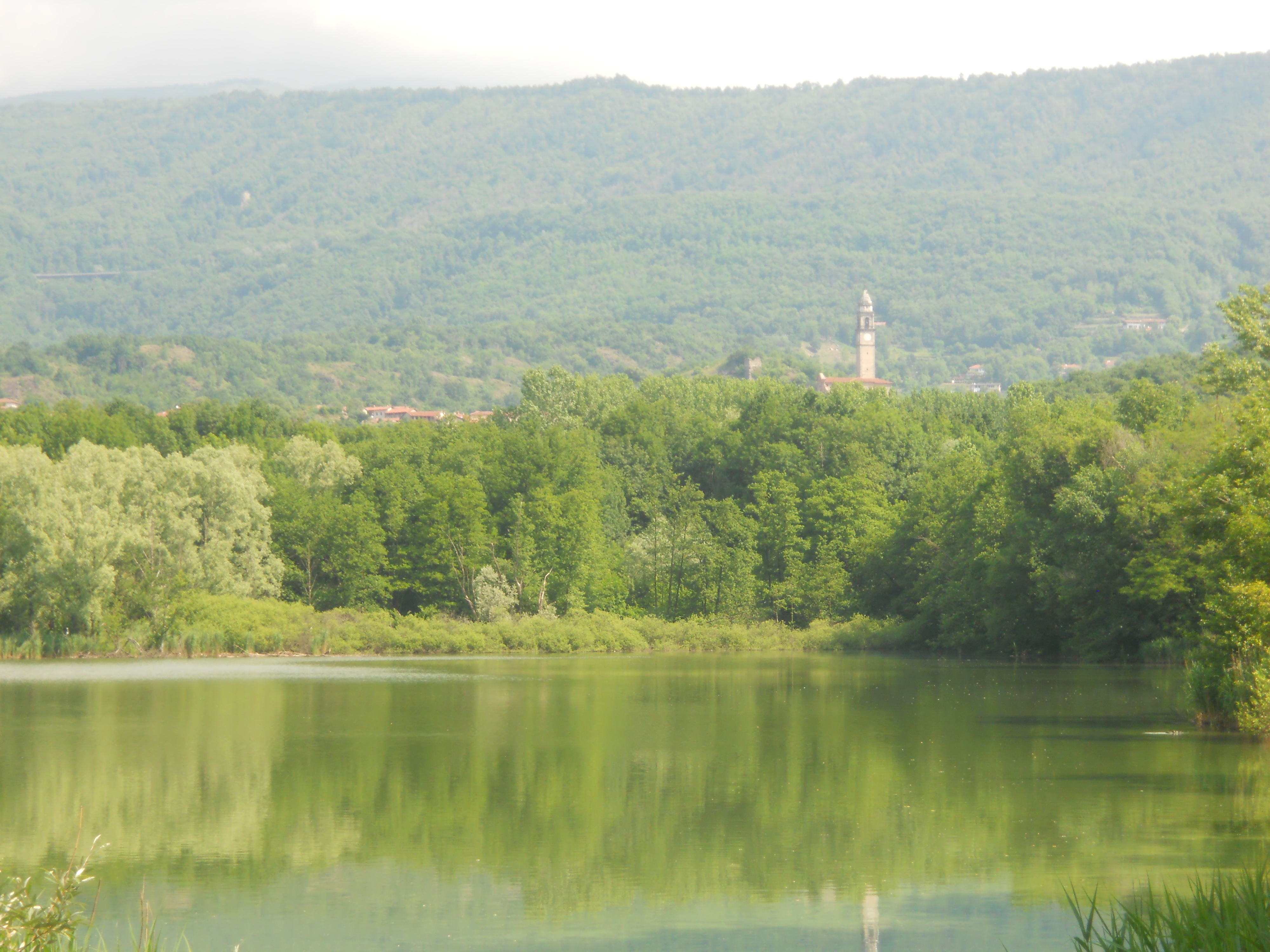
Panorama del Lago di Campagna
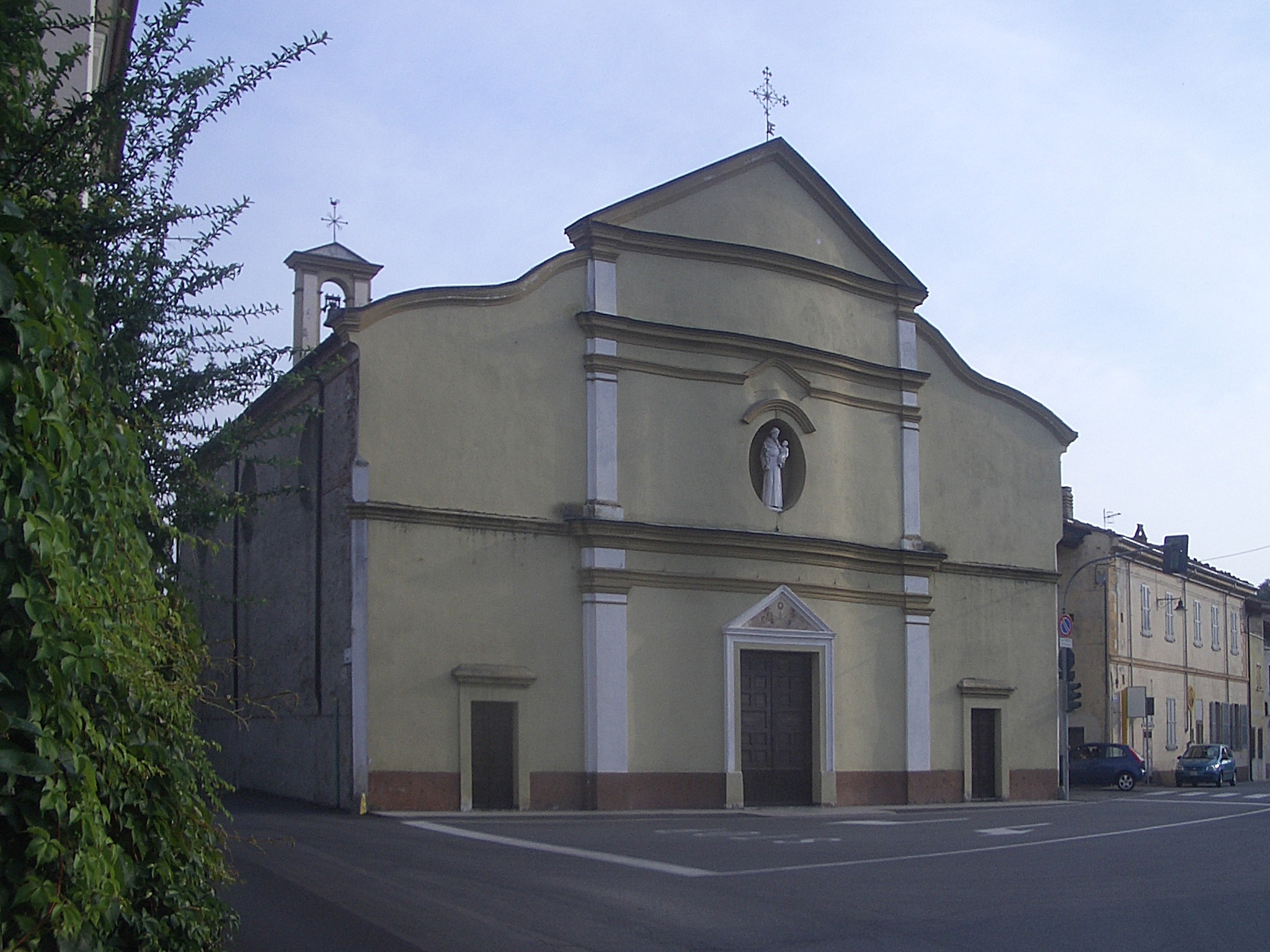
Chiesa di Sant'Antonio da Padova